# Sauvagnat
Sauvagnat är en kommun i departementet Puy-de-Dôme i regionen Auvergne-Rhône-Alpes i centrala Frankrike. Kommunen ligger i kantonen Herment som tillhör arrondissementet Clermont-Ferrand. År 2022 hade Sauvagnat 145 invånare.

## Befolkningsutveckling
Antalet invånare i kommunen Sauvagnat
| Referens: INSEE |